# José Esteve (obispo)
José Esteve Juan (Valencia, 1550-Ayora, 3 de noviembre de 1603) fue un religioso católico español que ocupó el solio episcopal en diversas diócesis.

## Biografía
José Esteve cursó estudios de griego, latín, retórica, filosofía y teología en la Universidad de Valencia, con sobresalientes resultados. Concluyó su formación con un grado en artes y un doctorado en teología. Además, fue un hábil jurisperito.
Permaneció varios años en Italia, donde fue profesor de filosofía en la Universidad de Siena antes de trasladarse a Roma. Allí recibió distintos beneficios eclesiásticos y estuvo presente durante el consistorio de la embajada extraordinaria que envió Felipe II en 1586 y que encabezaba Juan Fernández de Velasco para prestar obediencia al papa Sixto V.
Fue promovido por Sixto V al obispado italiano de Vieste, quien le confió además distintas tareas como colaborar en la purga de las obras del Gregorio Magno de los «descuidos de los copistas» y la asistencia a distintas congregaciones. Poco después el papa le confirió el decanato de Valencia y un canonicato en la catedral de dicha ciudad del que tomó posesión en 1589. Años después fue propuesto por Felipe II para el obispado de Orihuela, que ocupó en 1594, dejando vacante el de Vieste.
En 1594 consagró la Iglesia del Salvador y Santa María de Orihuela como catedral de la diócesis, quedando como concatedral  la Iglesia de San Nicolás de Bari en la ciudad de Alicante.
En 1603 fue elegido obispo de Tarragona pero falleció repentinamente en la localidad valenciana de Ayora el 3 de noviembre de ese mismo año, antes de poder tomar posesión. Está enterrado en un sepulcro en la capilla de San Esteban de la catedral oriolana.